# Meigenia arvicola
Meigenia arvicola là một loài ruồi trong họ Tachinidae.